# In-Situ Prisen
In-Situ Prisen er en pris indstiftet 2004 af Dansk Beton under Dansk Byggeri. Prisen blev uddelt hvert andet år frem til 2008, hvorefter den uddeles hvert år.
In-Situ Prisen fremhæver det pladsstøbte byggeri (in situ) og de kreative muligheder, der er ved brug af fabriksbeton. Prisen uddeles af Forskallingsgruppen og Fabriksbetongruppen i Dansk
Byggeri til personer eller firmaer, som har stået for æstetisk vellykket arbejde i pladsstøbt beton, eller som har medvirket til at gøre brugen af forskalling lettere eller mere indbydende.

## Modtagere
- 2017: Lundgaard & Tranberg Arkitekter A/S for Kvæsthus-projektet
- 2016: -
- 2015: PLH Arkitekter A/S for DSV hovedsæde i Hedehusene
- 2014: Henning Larsen Architects for Moesgård Museum, Aarhus
- 2013: 3XN A/S for Den Blå Planet, København
- 2012: Nordarch for Fælledparkens Skatepark, København
- 2011: A2 Arkitekterne A/S for Nibsbjerg Vandcenter, Holstebro
- 2010: Steven Holl Architects og Kjaer & Richter A/S for Heart (Herning Museum of Contemporary Art)
- 2009: Fosters + Partners samt Stig L. Andersson for Elefanthuset i Zoo i København.
- 2008: Sophus Søbye Arkitekter MAA og entreprenørfirmaet Frede Hansen & Co. Ringe A/S for Hindemosehus, et moderne spejderhus ved Odense.
- 2006: Zaha Hadid Architects og E. Pihl & Søn for arbejdet med Ordrupgaards tilbygning.
- 2004: Arkitekterne Schmidt, Hammer og Lassen samt murer- og entreprenørfirmaet Hans Ulrik Jensen A/S for kunstmuseet ARoS i Århus.